# بني إدريس
قرية بني إدريس هي إحدى القرى التابعة لمركز القوصية في محافظة أسيوط في جمهورية مصر العربية. حسب إحصاءات سنة 2006، بلغ إجمالي السكان في بني إدريس 6112 نسمة، منهم 2889 رجل و3223 امرأة.